# Горлинка (Ставропольский край)
Го́рлинка — посёлок в Ипатовском районе (городском округе) Ставропольского края России.

## География
Расстояние до краевого центра: 91 км. Расстояние до районного центра: 35 км.

## История
9 февраля 1972 года Указом Президиума ВС РСФСР посёлок фермы № 2 совхоза «Ипатовский» переименован в Горлинка.
До 1 мая 2017 года посёлок входил в упразднённый Красочный сельсовет.

## Население
| 1989 | 2002 | 2010 | 2014 | 2023 |
| ---- | ---- | ---- | ---- | ---- |
| 360  | ↗436 | ↘237 | ↗400 | ↘194 |

По данным переписи 2002 года, в национальной структуре населения русские составляли 62 %, аварцы — 31 %.

## Инфраструктура
Медицинскую помощь оказывает фельдшерско-акушерский пункт.
В посёлке 4 улицы — Молодёжная, Садовая, Степная и Южная. В границах населённого пункта расположено общественное открытое кладбище площадью 4 тыс. м².